# Универзитетска библиотека Никола Тесла
Универзитетска библиотека у Нишу је научна библиотека основана 1967. године. Од 1978. године носи име Николе Тесле. Библиотека је смештена у јужном крилу зграде Универзитета у Нишу. Током година, од класичне библиотеке прерасла је у најзначајнији и најмодернији информационо-документациони центар овог дела Србије.
Библиотека својим корисницама пружа све потребне информације, као и услуге библиографског претраживања, међубиблиотечке позајмице и образовања корисника.
Мада је превасходно намењена студентима и истраживачима, Библиотека је отворена и за све остале грађане.
Корисницима је на располагању око 100 места за рад у три класичне и једној интернет читаоници.

## Фонд
Библиотека поседује преко 100.000 књига и 1.250 наслова часописа из свих научних области у 70.000 свезака. Посебно је значајна велика збирка домаће и стране приручне литературе, магистарских и докторских теза одбрањених на Универзитету у Нишу (у штампаној и у електронској форми), као и збирка вредних легата истакнутих људи овога краја. Библиотека има и збирку компакт-дискова и друге некњижне грађе.
Преко КоБСОН сервиса, Библиотека има приступ до преко 35.000 наслова најновијих електронских часописа из свих научних области, што је од непроцењивог значаја за све који се баве научно-истраживачким радом.
Библиотека од 2004. године ради и на дигитализацији дела свог фонда. Најпре је почела са дигитализацијом грађе о Николи Тесли, а данас има велики број дигитализованих публикација, подељених у више едиција.

## Издавачка делатност
Библиотека издаје публикације самостално или у сарадњи са другим институцијама и појединцима, у оквиру три издавачке целине. Прве две су у дигиталном облику.

### Библиотека Библиографије
Библиографије обухватају библиографије радова наставника и сарадника Универзитета у Нишу, библиографије чланака из часописа и каталоге.

### Библиотека Монографије
Библиотека објављује књиге које су садржајем везане за Николу Теслу, град Ниш или библиотечку делатност.

### Библиотека Биографије
Објављује биографије истакнутих научних радника овог краја.

## Изложбе
Сталне поставке тематских изложби приређују се једном годишње у холу Библиотеке, док је Галерија Библиотеке простор намењен организовању ауторских изложби, претежно младих академских уметника.

## Сарадња
Библиотека активно сарађује са великим бројем домаћих и иностраних институција културе, образовања и науке, као и са невладиним организацијама, привредним субјектима и појединцима. Партнер је и учесник неколико значајних међународних пројеката.

## Образовање корисника
Свим корисницима Библиотека помаже да науче самостално да користе аутоматизоване каталоге и референсну литературу. Библиотека организује и групне посете студената и ученика ради њиховог упознавања са начином рада и библиотечким услугама, као и презентације на факултетима.

## Организација библиотеке
- Одељење набавке и обраде монографских публикација
- Одељење набавке и обраде серијских публикација
- Информативно-позајмно одељење
- Одељење развоја
- Општа служба